# Nobukazu Hirai
Nobukazu Hirai ( Hirai Nobukazu?) (30 de diciembre de 1969) es un luchador profesional japonésjaponés, más conocido por sus nombres artísticos Hate y Super Hate. Hirai es famoso por sus apariciones en Wrestle Association R y más tarde en All Japan Pro Wrestling.

## Carrera

### Super World Sports (1991-1992)
Hirai, después de entrenar con Genichiro Tenryu, debutó en Super World Sports en abril de 1991. Durante su tiempo en la empresa, Hirai nunca tuvo un push importante, permaneciendo como jobber hasta que SWS cerró en junio de 1992.

### Wrestle and Romance / Wrestle Association R (1992-2000)
Después del cierre de SWS, Hirai siguió a Tenryu en su siguiente promoción: Wrestle and Romance. Hirai ascendió de nivel en ella y tuvo apariciones en New Japan Pro Wrestling, participando en su torneo Young Lion Cup, derrotando a Tatsuhito Takaiwa en la primera ronda, pero no logró ganar, siendo Satoshi Kojima el vencedor. en mayo de 1994, Hirai participó en algunos eventos de la World Wrestling Federation, la cual celebraba un tour en Japón.
En 1997, Hira comenzó una alianza con Koji Kitao y su stable Buko Dojo (Masaaki Mochizuki, Takashi Okamura, Akio Kobayashi). El 25 de julio, Hirai y Kitao se aliaron con otro luchador independiente, Tommy Dreamer, para competir por el WAR World Six-Man Tag Team Championship, pero perdieron ante Koki Kitahara, Nobutaka Araya & Lance Storm. El 27 de octubre, Hirai, Kitao y Mochizuki ganaron el título al derrotar al trío, pero debieron dejarlo vacante un año después al retirarse Kitao. Poco después, WAR cerró.

### All Japan Pro Wrestling (2000-presente)
Al cerrar WAR, Hirai se movió a All Japan Pro Wrestling.
En julio de 2011, una lucha real en backstage entre Hirai y TARU terminó con Nobukazu último hospitalizado y en coma debido a un aneurisma cerebral. Taru asumió la responsabilidad del acto y pidió su suspensión, aunque ello no impidió que sus compañeros fueran despedidos también por no haber actuado durante la lucha. Sin embargo, un mes más tarde estos fueron recontratados. Meses después, Hirai despertó del coma, y actualmente se encuentra en rehabilitación para volver a los cuadriláteros.

## En lucha
- Movimientos finales
  - Hirai End[1][2] / Hirai Bottom[1] (Lifting side slam)
  - Hate Bomb[4] (Standing powerbomb)
  - Diving elbow drop[1]

- Movimientos de firma
  - WAR Special[5] (Grounded double chickenwing)
  - Reverse WAR Special[1][2] (Grounded double chickenwing derivado en reverse prawn pin)
  - Dropkick
  - Running lariat[1][2]
  - Scoop exploder suplex

- Mánagers
  - TARU

## Campeonatos y logros
- Wrestle Association R
  - WAR World Six-Man Tag Team Championship (1 vez) - con Koji Kitao & Masaaki Mochizuki